# حمام صفی مبارکه
حمام صفی مبارکه مربوط به دوره صفوی است و در شهرستان مبارکه، خیابان امام خمینی، جنب مسجد جامع واقع شده و این اثر در روز ۱۴ اسفند ۱۳۸۵ با شمارهٔ ثبت ۱۷۸۱۶ به‌عنوان یکی از آثار ملی ایران به ثبت رسیده است.